# Мерич
Мерич (на турски: Meriç) е град в европейската част на Турция, вилает Одрин. Градът е разположен в широката долина на Долна Марица, но не на самите брегове, тъй като в тази част река Марица приижда значително и залива околните ниски плодородни поля. Самото име на Мерич е всъщност турскоезичното название на река Марица.
Град Мерич е околийски и общински център, а в самата му околия има още две общини.